# العلاقات البيروية الكولومبية
العلاقات البيروفية الكولومبية هي العلاقات الثنائية التي تجمع بين بيرو وكولومبيا.

## مقارنة بين البلدين
هذه مقارنة عامة ومرجعية للدولتين:
| وجه المقارنة                                              | بيرو                                   | كولومبيا        |
| --------------------------------------------------------- | -------------------------------------- | --------------- |
| المساحة (كم2)                                             | 1.29 مليون                             | 1.14 مليون      |
| عدد السكان (نسمة)                                         | 32.16 مليون                            | 49.07 مليون     |
| الكثافة السكانية (ن./كم²)                                 | 24.93                                  | 43.04           |
| العاصمة                                                   | ليما                                   | بوغوتا          |
| اللغة الرسمية                                             | اللغة الإسبانية، اللغة الأيمرية، كتشوا | اللغة الإسبانية |
| العملة                                                    | سول بيروفي جديد                        | بيزو كولومبي    |
| الناتج المحلي الإجمالي (بليون دولار)                      | 211.39 مليار                           | 309.19 مليار    |
| الناتج المحلي الإجمالي (تعادل القوة الشرائية) بليون دولار | 393.13 مليار                           | 724.96 مليار    |
| الناتج المحلي الإجمالي الاسمي للفرد دولار أمريكي          | 6.03 ألف                               | 7.60 ألف        |
| الناتج المحلي الإجمالي للفرد دولار أمريكي                 | 11.99 ألف                              | 13.36 ألف       |
| مؤشر التنمية البشرية                                      | 0.740                                  | 0.720           |
| رمز المكالمات الدولي                                      | +51                                    | +57             |
| رمز الإنترنت                                              | .pe                                    | .co             |
| المنطقة الزمنية                                           | توقيت بيرو، 00                         | 00              |

## مدن متوأمة
في ما يلي قائمة باتفاقيات التوأمة بين مدن بيروفية وكولومبية:
- ترتبط مويوبامبا مع سانتا مارتا باتفاقية توأمة.
- ترتبط خولياكا مع تونخا باتفاقية توأمة.
- ترتبط إكيتوس مع ليتيسيا باتفاقية توأمة.
- ترتبط تارابوتو مع ميديلين باتفاقية توأمة.

## منظمات دولية مشتركة
يشترك البلدان في عضوية مجموعة من المنظمات الدولية، منها:
| علم المنظمة | اسم المنظمة                                                          | تاريخ انضمام بيرو | تاريخ انضمام كولومبيا |
| ----------- | -------------------------------------------------------------------- | ----------------- | --------------------- |
|             | وكالة ضمان الاستثمار متعدد الأطراف                                   | 2 ديسمبر 1991     | 30 نوفمبر 1995        |
|             | منظمة الشرطة الجنائية الدولية                                        | ?                 | ?                     |
|             | منظمة حظر الأسلحة الكيميائية                                         | ?                 | ?                     |
|             | منظمة التجارة العالمية                                               | ?                 | ?                     |
|             | الفريق المعني برصد الأرض                                             | ?                 | ?                     |
|             | البنك الدولي للإنشاء والتعمير                                        | 31 ديسمبر 1945    | 24 ديسمبر 1946        |
|             | الأمم المتحدة                                                        | 31 أكتوبر 1945    | 5 نوفمبر 1945         |
|             | مؤسسة التمويل الدولية                                                | 20 يوليو 1956     | 20 يوليو 1956         |
|             | يونسكو                                                               | 21 نوفمبر 1946    | 31 أكتوبر 1947        |
|             | مؤسسة التنمية الدولية                                                | 30 أغسطس 1961     | 16 يونيو 1961         |
|             | اتحاد دول أمريكا الجنوبية                                            | ?                 | ?                     |
|             | وكالة حظر الأسلحة النووية في أمريكا اللاتينية ومنطقة البحر الكاريبي ‏ | ?                 | ?                     |
|             | الاتحاد الدولي للاتصالات                                             | 12 يوليو 1915     | 25 أغسطس 1914         |
|             | مجموعة دول الأنديز                                                   | ?                 | ?                     |
|             | الاتحاد البريدي العالمي                                              | ?                 | ?                     |
|             | المنظمة الهيدروغرافية الدولية                                        | ?                 | ?                     |
|             | المركز الدولي لتسوية المنازعات الاستشارية                            | 8 سبتمبر 1993     | 14 أغسطس 1997         |

## أعلام
هذه قائمة لبعض الشخصيات التي تربطها علاقات بالبلدين:
- إدواردو ريستريبو ساينز (5 أغسطس 1886 – 17 أكتوبر 1955)
- خواكين موسكيرا (سياسي كولومبي، 14 ديسمبر 1787 – 4 أبريل 1878)

## وصلات خارجية
- موقع وزارة الخارجية البيروفية
- موقع وزارة الخارجية الكولومبية